# Ноа (Юрмала)
ФК «Ноа» (латис. Noa) — латвійський футбольний клуб з міста Юрмала. Заснований в 1980 році.

## Історія
Клуб засновано в 1980 році, як «Локомотив» у місті Даугавпілс. 
З 2009 команда виступала в Другій футбольній лізі Латвії, здобувши перемогу в 2017, «ЛДЗ Карго» (назва команди на той час) брала участь у Кубку регіонів УЄФА в 2019 році. 
Перемога в 2019 у Другій лізі вивела клуб до Першої ліги.
У 2020 Латвійська залізниця відмовилась фінансувати команду. Не дивлячись на відсутність фінансування, клуб виграв першоліговий турнір та вийшов до Вищої ліги.
За вимогами Латвійської футбольної федерації клуб вищої ліги зобов'язаний мати дитячу футбольну академію, яка розташована не далі ніж 50 км від базування команди. Але в місті вже знаходиться футбольна академія «Даугавпілса». До того ж команду придбав вірменський холдинг «Ноах», якому вже належать футьбольні клуби: «Ноах» (Вірменія), «Сієна» (Італія) та Юрдінген 05 (Німеччина), також змінилась назва команди. Згодом «Ноа» перебазувався до Юрмали.
12 березня, за день до початку сезону, ліцензія клубу на участь у першості 2021 року була анульована.
15 квітня 2021 року спортивний суд визнав право клубу Ноа на участь в цьогорічних змаганнях.
23 липня 2021 року «Ноа» відмовився від подальшої участі в турнірі.

## Досягнення
- Переможець першої ліги — 2020.